# Кривоносов, Сергей Сергеевич
Сергей Сергеевич Кривоносов (26 июня 1978, Николаев — 4 августа 2014, Луганская область) — украинский военный. Участник  Вооружённого конфликта на востоке Украины. Майор Вооружённых сил Украины, начальник штаба — первый заместитель командира 2-го батальона 79-й отдельной аэромобильной бригады. Герой Украины (2014, посмертно).

## Биография
Родился 26 июня 1978 года в Николаеве в семье кадрового офицера-десантника. Окончил 9 классов школы № 32 города Николаева, два года учился в Николаевском морском лицее («школе гардемаринов»). После завершения первого курса Николаевского национального университета кораблестроения поступил в Одесский институт Сухопутных войск, который окончил в 2000 году.
Сергей Кривоносов возглавлял сводное подразделение ротной тактической группы, охраняла государственную границу с Российской Федерацией в районе населенного пункта Дьяково Луганской области. Участвовал в вооружённом конфликте на востоке Украины.
Погиб 4 августа 2014 во время обстрела с системы «Град» позиций украинских военных. Когда ракета попала в блиндаж, он прикрыл собой подчиненных и тем самым спас им жизнь.
Похоронен на Аллее Славы центрального кладбища Николаева. На момент гибели у Кривоносова была жена и десятилетний сын.

## Награды
- Звание Герой Украины с вручением ордена «Золотая Звезда» (4 декабря 2014, посмертно) — «за исключительное мужество и самопожертвование, проявленные в защите государственного суверенитета и территориальной целостности Украины»[2];
- Медали министерства обороны Украины: «10 лет Вооруженным Силам Украины», «15 лет Вооруженным Силам Украины», «За добросовестную службу» I, II и III степеней.

## Память
- В 2015 году Укрпочта выпустила художественный маркированный конверт серии «Героям Слава!», Посвященный Герою Украины майору Сергею Кривоносову[3].
- 6 мая 2016-го в школе № 32, которую закончил Сергей Сергеевич была установлена мемориальная доска.